# Vertrag von Arras (1414)
Im geheimen Vertrag von Arras verständigten sich im Mai 1414 König Heinrich V. von England und Herzog Johann Ohnefurcht von Burgund.
Der englische König gewann in diesem Vertrag einen Unterstützer für seinen Anspruch auf den französischen Thron. Johann Ohnefurcht wiederum konnte sich einen Rückhalt für seine politischen Vorstellungen an der Spitze der Bourguignons verschaffen, die mit den Armagnacs im Widerstreit darüber lagen, wer für den geisteskranken König Karl VI. die Regentschaft Frankreichs übernehmen sollte. Die Armagnacs hatten sich 1413 in Paris durchgesetzt. 
Der Vertrag wurde nach der Schlacht von Azincourt bedeutungsvoll, als der englische König sich nunmehr auf burgundische Unterstützung verlassen konnte. 